# Генрих V (пьеса)
«Ге́нрих V» (англ. Henry V, полностью «Хроника-история Генриха Пятого») — историческая хроника Уильяма Шекспира, изображающая начало правления короля Генриха V, раскрытие заговора против него, поход во Францию в ходе Столетней войны и победу над французами в битве при Азенкуре; в конце пьесы Генрих обручается с дочерью Карла VI Екатериной.

## Датировка
Принадлежит к немногим пьесам Шекспира, поддающимся точной датировке. Пролог акта II содержит указание на форму («круг из дерева») театра «Глобус», построенного в 1599 году. Пролог акта V содержит злободневный намёк на поход графа Эссекса в Ирландию), относящийся к весне-лету 1599 года. Отсюда следует, что пьеса написана и впервые поставлена в «Глобусе» в середине 1599 года (во всяком случае, до возвращения Эссекса).

## Место в ряду хроник Шекспира
Это заключительная пьеса в тетралогии (в которую входят также «Ричард II» и две части «Генриха IV») зрелых исторических хроник Шекспира, охватывающих период 1399—1420 гг.
По хронологии событий следует за «Генрихом V» другая, ранняя тетралогия Шекспира — о Войне Алой и Белой Роз: «Генрих VI» (часть 1, часть 2, часть 3) и «Ричард III».

## Общая характеристика
В Англии «Генрих V» — одна из самых популярных шекспировских хроник, источник многих вошедших в английский язык цитат. В ней ярко выражены патриотические мотивы (знаменитым является монолог Генриха перед битвой «Сегодня день святого Криспиана»), однако не скрываются и ужасы войны. Наряду с серьёзной героической проблематикой, в «Генрихе V» заметны отголоски комической линии обеих частей «Генриха IV». Хотя Фальстаф не появляется (из реплик других персонажей зрители узнают о его смерти), фигурирует ряд лиц из его свиты, призванных на войну: Бардольф, Пистоль, Ним, мальчик-паж.

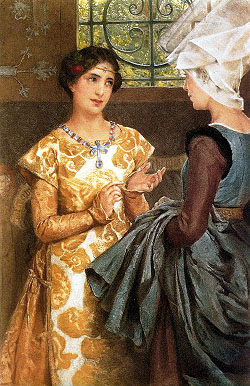
Екатерина Французская учит английский язык. Иллюстрация Л. Альмы-Тадемы

В пьесе довольно много реплик на французском языке и каламбурных обыгрываний как английских слов персонажами-французами, так и французских англичанами. Целая сцена — обучение Екатерины Французской английскому языку — полностью написана по-французски.
Кроме того, обыгрываются кельтский (валлийский, ирландский) и провинциальный акценты ряда персонажей, что делает пьесу достаточно сложной для перевода.
Пролог к пьесе, произносимый актёром (у Шекспира «Хор») взывает к зрителю с просьбой о снисхождении к отсутствию декораций («Вместит ли Помост петуший — Франции поля? Вместит ли круг из дерева те шлемы, Что наводили страх под Азенкуром?..»).

## Постановки и экранизации
Пьеса «Генрих V» неоднократно экранизировалась и ставилась в театрах. Постановки и экранизации «Генриха V» часто используются как аллюзия на современные войны: как в патриотическом ключе (постановка Лоренса Оливье времён Второй мировой войны), так и в антивоенном (ряд постановок конца XX — начала XXI века, в том числе версия Королевского национального театра 2003 года с намёком на вторжение в Ирак). Строки из речи короля перед битвой («And Crispin Crispian shall ne’er go by…») стали лейтмотивом фильмов «Человек эпохи Возрождения», «Братья по оружию». Экранизация пьесы в 1989 году принесла ей премию «Оскар» за лучшие костюмы.
Четвёртая серия первого сезона телесериала «Пустая корона» (2012) является экранизацией пьесы, в роли Генриха V — Том Хиддлстон.
Наиболее примечательные британские театральные постановки XX—XXI вв.:
- 1937 — театр «Олд Вик», в роли Генриха — Лоренс Оливье
- 1955 — театр «Олд Вик», в роли Генриха — Ричард Бёртон
- 1960 — театр «Олд Вик», в роли Генриха — Иэн Холм
- 1972 — театр «Олдвич», в роли Генриха — Тимоти Далтон
- 1974 — театр «Раундхаус», в роли Генриха — Тимоти Далтон
- 1985 — театр «Олдвич», в роли Генриха — Кеннет Брана
- 2003 — Королевский национальный театр, в роли Генриха — Эдриан Лестер
- 2012 — Шекспировский Глобус, в роли Генриха — Джейми Паркер
- 2013 — театр «Ноэль Ковард», в роли Генриха — Джуд Лоу

### Экранизации
- 1915 — Король — воин Англии, Великобритания, режиссёр Эрик Уильямс, В роли Генриха V — Эрик Уильямс
- 1944 — Генрих V, Великобритания, режиссёр Лоренс Оливье. В роли Генриха V — Лоренс Оливье
- 1951 — Жизнь короля Генриха V / The Life of King Henry V, Великобритания (эпизод телесериала Театр воскресным вечером[англ.]), режиссёр Леонард Бретт. В роли Генриха V — Клемент Маккэллин[англ.]
- 1953 — Генрих V, Великобритания (ТВ), режиссёр Питер Уоттс, Генрих V — Джон Клементс[англ.]
- 1957 — Жизнь Генриха V / The Life of Henry V (эпизод из телесериала Телевизионный всемирный театр), режиссёр Питер Дьюс[англ.]. В роли Генриха V — Джон Невилл
- 1960 — «Век королей[англ.]», Великобритания (сериал). Серии: «Генрих V: Песни войны» / Henry V: Signs of War; «Генрих V: Группа братьев» / Henry V: The Band of Brothers
- 1965 — Герой Генрих / Held Henry, ФРГ (ТВ), режиссёры Хериберт Венк, Петер Цадек. В роли Генриха V — Фридхельм Пток[нем.]
- 1966 — Генрих V / Henry V, Канада (ТВ), режиссёры Лорни Фрид, Майкл Лэнгхэм[англ.], Джордж Блумфилд. В роли Генриха V — Дуглас Рэйн
- 1967 — Генрих V, Великобритания (фрагмент телесериала «Конфликт» /Conflict), режиссёр Джордж Мор О’Ферролл[англ.]. В роли Генриха V — Бэрри Фостер[англ.]
- 1967 — Генрих V / König Heinrich V (ФРГ) (фрагмент сериала «Чтения литературного журнала на сцене» / Auf der Lesebühne der Literarischen Illustrierten
- 1979 — Жизнь Генриха пятого / The Life of Henry the Fifth, Великобритания (ТВ) ((BBC Shakespeare Collection[англ.])), режиссёр Дэвид Гайлз[англ.]. В роли Генриха V Дэвид Гвиллим[англ.]
- 1989 — Генрих V, Великобритания, режиссёр Кеннет Брана. В роли Генриха V Кеннет Брана
- 1997 — Генрих V, Великобритания. Телеспектакль Шекспировского «Глобуса» («Великие представления»), режиссёры Ричард Оливье, Стив Ругги. В роли Генриха V — Марк Райлэнс
- 2003 — Генрих V, США, режиссёр Нил Дж. Гэйгер
- 2007 — Генрих V, США, режиссёр Питер Бабакитис, в роли Генриха V — Питер Бабакитис
- 2012 — Генрих V, Великобритания, режиссёр Теа Шеррок[англ.]. В роли Генриха V Том Хиддлстон
- 2012 — Генрих V, Великобритания, режиссёр Доминик Дромгул[англ.]. В роли Генриха V — Джейми Паркер (театр «Глобус» на экране)
- 2015 — Генрих V, Великобритания, Королевская шекспировская компания в прямом эфире, режиссёр Грегори Доран[англ.]. В роли Генриха V Алекс Хэсселл
- 2015 — Генрих V, Великобритания, режиссёр и исполнитель главной роли Стивен Аморае
- 2019 — Король, Великобритания (Netflix), режиссёр Дэвид Мишо. В ролях: Тимоти Шаламе, Джоэл Эдгертон, Роберт Паттинсон